# Borsómoly
A borsómoly (Cydia nigricana avagy Laspeyresia nigricana) a valódi lepkék alrendjébe tartozó sodrólepkefélék (Tortricidae) családjának egyik faja.

## Elterjedése, élőhelye
Palearktikus faj, de Kínában és Észak-Afrikában nem telepedett meg. Észak-Amerikában, ahová a 19. század végén behurcolták, fontos kártevővé vált. Hazánkban előfordul minden olyan helyen, ahol borsót termesztenek. A többi sodrólepkétől eltérően a mesterséges fényre nem repül. Elterjedési adatai pontatlanok, mert sokáig összetévesztették rokonával, a hasonló küllemű Cydia nebritanával (Grapholita nebritana).

## Megjelenése
Barnásszürke szárnyának szegélyét, finom, fehér mintázat díszíti. Szárnyának fesztávolsága 11–16 mm.

## Életmódja
Évente egy nemzedéke kel ki. A fejlett hernyó sekélyen a talajban, gubóban telel át. A rajzás a borsó életciklusához kötődik, a lepkék mindig akkor rajzanak, amikor a borsó virágzik. A fiatal hernyók aknát rágnak a hüvely falába, majd a borsószemeket eszik. Magyarországon kevesebb kárt tesz a borsóban, mint az akácmoly (Etiella zinckenella).
Magyarországon egyetlen tápnövénye a borsó, külföldön leírták számos egyéb pillangósról is:
- bükköny (Vicia sp.),
- lednek (Lathyrus sp.).